# Christian (Schleswig-Holstein-Sonderburg-Glücksburg)
Christian von Schleswig-Holstein-Sonderburg-Glücksburg (* 19. Juni 1627 vermutlich in Glücksburg; † 17. November 1698) war von 1662 bis 1698 Herzog von Schleswig-Holstein-Sonderburg-Glücksburg.

## Leben
Christian war der einzige überlebende Sohn von Philipp, dem Begründer der Linie Schleswig-Holstein-Sonderburg-Glücksburg, und Sophie Hedwig von Sachsen-Lauenburg (1601–1660), der Tochter von Herzog Franz II. von Sachsen-Lauenburg. Beim Tod seines Vaters erbte er dessen ganzen Besitz. Aufgrund der Auseinandersetzung des Gottorfer Herzogs Christian Albrecht mit Dänemark fand jedoch keine Belehnung durch die dänischen Könige Friedrich III. und Christian V. statt. Stattdessen forderten die Könige Steuern auf den Besitz der abgeteilten Herren. Dank der Intervention seines Schwagers Rudolf August von Braunschweig-Wolfenbüttel konnte Christian den vollkommenen finanziellen Ruin abwenden, wie er die Herzöge von Sonderburg und Norburg traf. Als geschickter Verwalter konnte Christian seinen Besitz trotz der Steuerbelastung zusammenhalten.
In seinen sechs Kirchspielen führte Christian 1664/1674 die Schulpflicht ein, baute Schulen in Glücksburg und Munkbrarup und erließ 1682 eine eigene Gottesdienstordnung.
Mit Sibylle Ursula von Braunschweig-Wolfenbüttel, Tochter von Herzog August II., heiratete er 1663, ein Jahr nach Antritt seines Erbes, eine ausgesprochen gebildete Frau. Sie erkrankte jedoch schon 1664 schwer und starb 1671 bei der Totgeburt. Keins der vier Kinder aus dieser Ehe wurde älter als zwei Monate. Aus Christians zweiter Ehe mit seiner Cousine Agnes Hedwig von Schleswig-Holstein-Sonderburg-Plön (1640–1698) überlebten drei (von sieben) Kinder, darunter sein Nachfolger Philipp Ernst; Christian August (* 16. April 1681; † 3. August 1714) und Sofie Auguste (* 22. Oktober 1674; † 10. Januar 1713) starben unverheiratet.